# Obluchye
Obluchye (tiếng Nga: Облучье) là một thành phố Nga. Thành phố này thuộc chủ thể Tỉnh tự trị Do Thái. Thành phố có dân số 10.425 người (ước tính 2010), 11.069 người (tổng điều tra dân số 2002), 12.016 người (điều tra dân số 1989).
Obluchye nằm trên Amur 159 km (99 dặm) về phía tây của Birobidzhan. Việc xây dựng tuyến đường sắt xuyên Siberi nối Chita và Vladivostok bắt đầu vào năm 1898, bắt đầu từ mỗi đầu và gặp nhau ở đoạn giữa. Dự án sản xuất một đợt di chuyển của người định cư mới và vào năm 1911, một ngôi làng được thành lập xung quanh nhà ga xe lửa Obluchye, được đặt tên từ Nga khoảng có nghĩa là đi qua tuyến đường xung quanh như đường sắt vào thời điểm này đi qua một đường cong lớn xung quanh núi.
Đường sắt được hoàn thành vào tháng 10 năm 1916. 
Tình trạng thị trấn đã được cấp cho Obluchye vào năm 1938.